# 包世臣

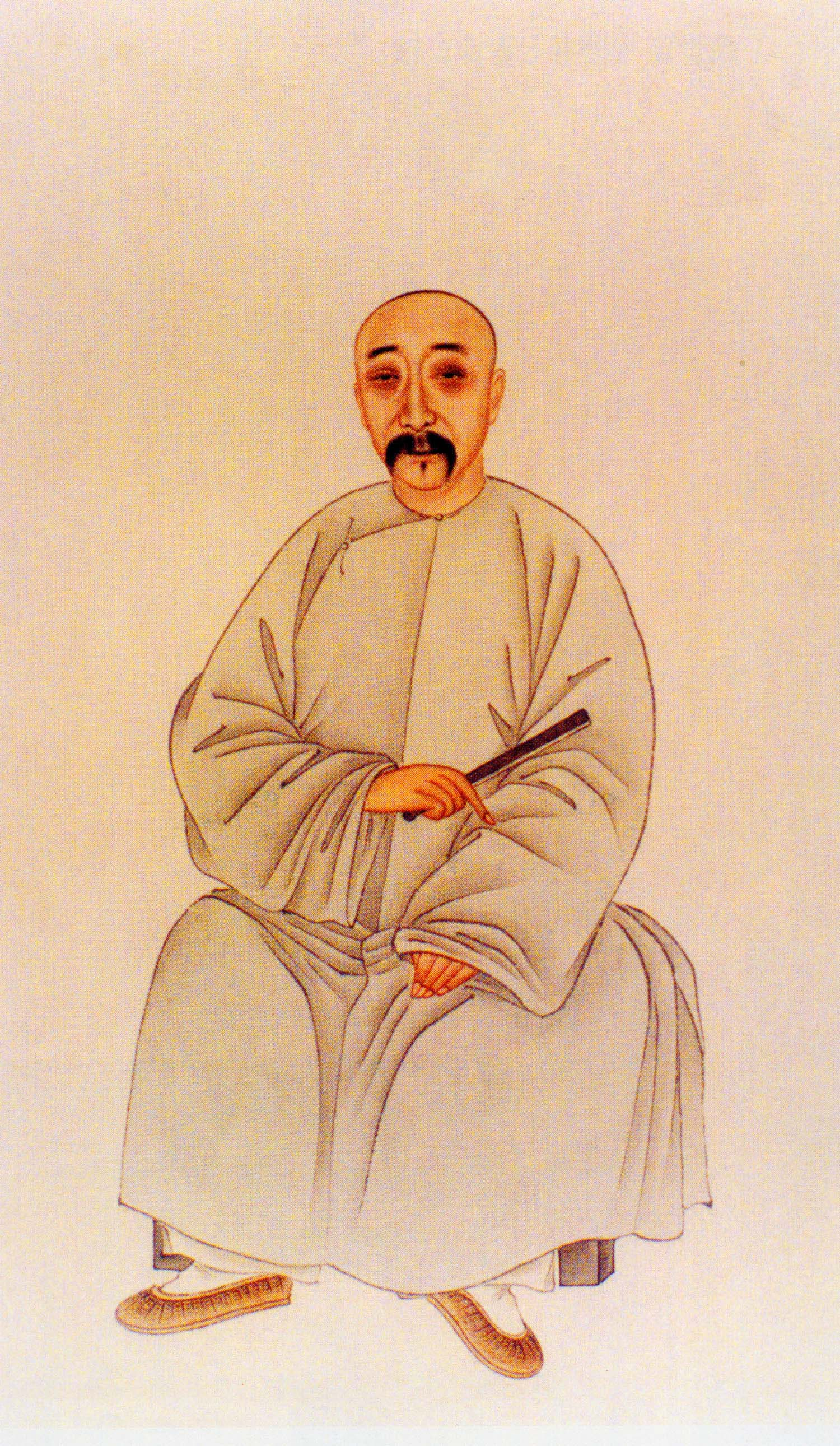
《清代学者像传》之包世臣像

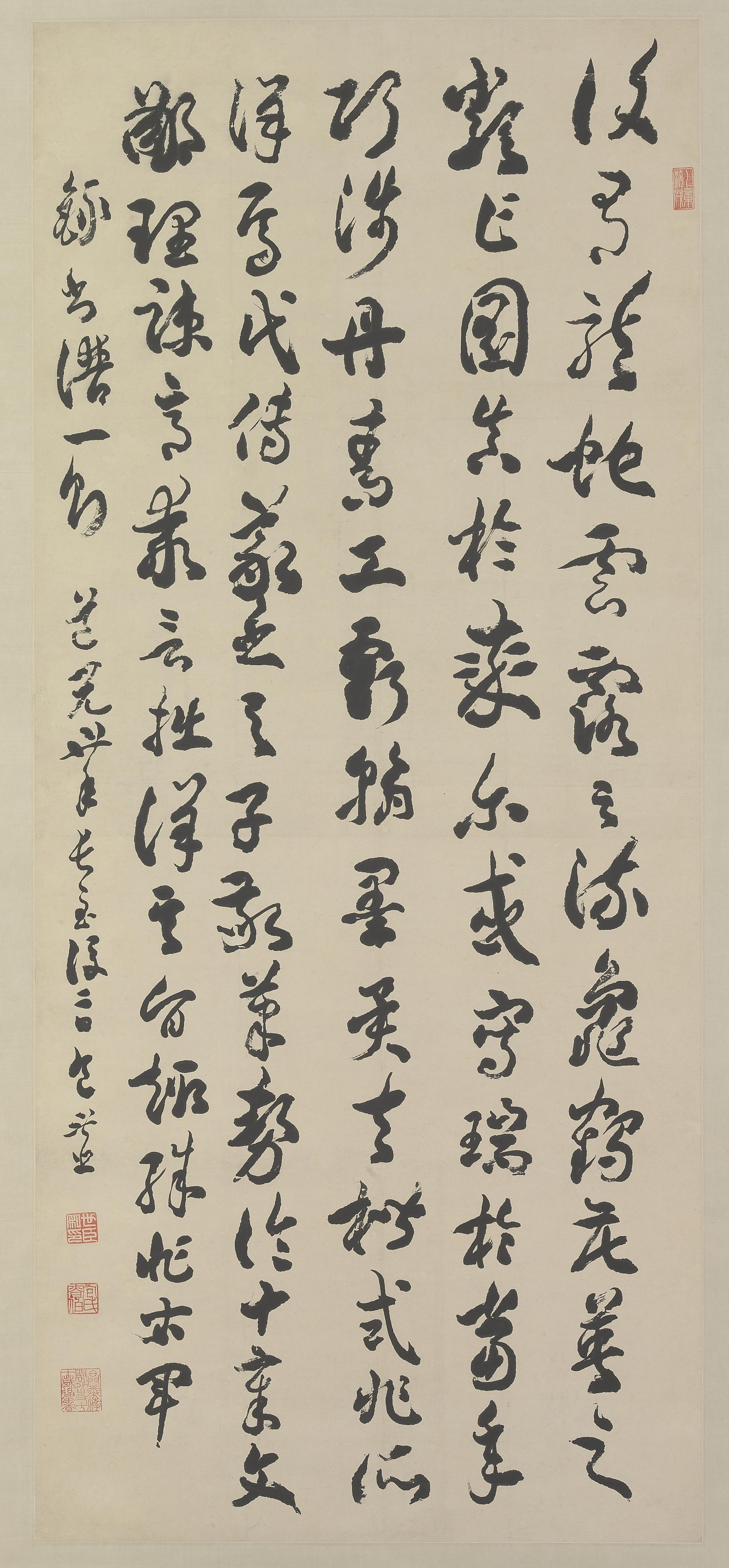
包世臣76岁时所写的草书录书谱轴，故宫博物院

包世臣（1775年—1855年），字慎伯，晚號倦翁，安徽泾县人，清朝书法家，此外，他也创作过《说储》等作品讨论当时的农业经济。

## 生平
包世臣自幼家贫，但勤於詞章，並喜談國事。其父是乡村塾师，他曾和父亲一起在家里种菜为生。嘉慶十三年（1808年）中舉，十三次会试均落第，直到晚年才被举荐为江西新喻县县令。

## 书法
他一生贫困，但“他业屡迁，唯好书数十年不改”。其子包诚说他：“中年学书，由欧、颜入手，转及苏、董，后肆力北碑，晚习二王，遂成绝业。”
他5岁开始学习“应试书”（馆阁体），书体学自赵孟頫，但因为家贫没有藏帖，写得并不好，直到20岁才有一点成就，他自述：
|  | 乾隆己酉之岁，余年已十五，家无藏帖，习时俗应试书十年，下笔尚不能平直，以书拙闻于乡里。族曾祖槐植三，独违世尚学唐碑，余从问笔法，授以《书法通解》四册。其书首重执笔，遂仿其所图提肘拨镫七字之势，肘既虚悬，气急手战，不能成字。乃倒管循几习之，虽诵读时不间，寝则植指以画席。至甲寅，手乃渐定，而笔终稚钝。乃学怀素草书《千文》，欲以变旧习，三年无所得，遂弃去。 |

到25岁时，他请教同乡翟同甫，后者以苏轼《西湖诗帖》举例，说“学此以肥为主，肥易掩丑也”，因此笔法转而变肥，这影响了他后来一生的书法。
包世臣正式学习书法始于26岁：“余年廿六而后学，四十而后知”。26岁时，他开始学习王羲之，曾临摹《兰亭序》数十遍，曾说：“于中吾尤爱，神龙《兰亭》本。《画赞》亦超然，俗刻皆奴算。日仿此二刻，抢锋出趯管。”
1802年，他结识钱鲁斯、邓石如，并成为邓石如的弟子。30岁时，他学习了欧阳询、颜真卿、虞世南《孔子庙堂碑》和《淳化阁帖》。到41岁，又开始注重执笔和运笔。
40岁后，其书法以北碑为基调，认为草书也应当具有“篆分遗意”。45岁时他客居济南，得到很多块北朝碑版。后来更根据北碑对二王进行了自己的解读。
道光二十二年（1842）六月二日，包世臣回南京定居于鸡笼山筹市口，绝意仕途，卖字为生。但晚年视力衰退严重，严重影响了他的创作。77岁时他在《论书十二绝句四屏条》中说：“已目昏日甚，不得已夹一目为之。点画间有遗落及笔到而墨不到之处，不复可以言书”。

## 理论
他推崇北碑，曾说：“古人论真行书,率以不失篆分遗意为上，后人求其说不得，至以直点斜拂形似者当之，是古碑断坏、汇帖障目、笔法之不传久矣”。对此，在其书法著作《艺舟双楫》中，他提出了“中实气满”、“以碑补贴”等理论。
包世臣思想，反對脫離民事，文章也大都关切时务政事。他反对传统「重农抑商」政策，以「好言利」自许，提出「本末皆富」为「千古治法之宗」、「子孙万世之计」；他又提出「生齒日繁，地之所產，不敷口食」的「人多致贫」论。他坚持经世致用之学，对鸦片战争前后的社会和经济问题，作了较为广泛的探讨，主张具有进步意义的社会改革，在当时社会上有一定影响。

## 评价
包世臣自认为是“右军后一人”，但实际上很多人认为他所学不精，王潜刚说：“慎伯生平谈北碑，然所习者《郑文公》、《云峰山》柔婉一派，于《牛橛》、《杨大眼》、《嵩高灵庙》、《吊比干文》等碑绝不关涉，殆自知腕力弱，不宜学雄强之书耶”、“慎伯真书虽以北碑为号，实则见邓山人学《述圣颂》而亦学吕向书，直袭其貌。《艺舟双楫·论书》亦未言及此碑。”何绍基也说：“包慎翁之写北碑，盖先于我二十年，功力既深，书名甚重于江南，从学者相矜以包派。余以横平竖直四字绳之，知其于北碑未为得髓也。”

## 著作
『安呉四種』(道光24年初刊):《中衢一勺》、《艺舟双楫》、《管情三义》、《齐民四术》。

## 延伸阅读
[在维基数据编辑]
 在维基文库阅读此作者作品（ 在维基共享资源阅览影像）
 《清史稿/卷486》，出自趙爾巽《清史稿》